# NFL sezona 1947.
NFL sezona 1947. je 28. po redu sezona nacionalne lige američkog nogometa. 
Sezona je počela 21. rujna 1947. Utakmica za naslov prvaka NFL lige odigrana je 28. prosinca 1947. u Chicagu u Illinoisu na stadionu Comiskey Park. U njoj su se sastali pobjednici istočne divizije Philadelphia Eaglesi i pobjednici zapadne divizije Chicago Cardinalsi. Pobijedili su Cardinalsi rezultatom 28:21 i osvojili svoj drugi naslov prvaka NFL-a.
Za sezonu 1947. je regularni dio sezone proširen s 11 utakmica na 12.

## Poredak po divizijama na kraju regularnog dijela sezone
| Istočna divizija     |     |     |     |      |     |     |
| Momčad               | Pob | Por | Ner | %    | P+  | P-  |
| Philadelphia Eagles* | 8   | 4   | 0   | 66,7 | 308 | 242 |
| Pittsburgh Steelers  | 8   | 4   | 0   | 66,7 | 240 | 259 |
| Boston Yanks         | 4   | 7   | 1   | 36,4 | 168 | 256 |
| Washington Redskins  | 4   | 8   | 0   | 33,3 | 295 | 367 |
| New York Giants      | 2   | 8   | 2   | 20,0 | 190 | 309 |

| Zapadna divizija   |     |     |     |      |     |     |
| Momčad             | Pob | Por | Ner | %    | P+  | P-  |
| Chicago Cardinals* | 9   | 3   | 0   | 75,0 | 306 | 231 |
| Chicago Bears      | 8   | 4   | 0   | 66,7 | 363 | 241 |
| Green Bay Packers  | 6   | 5   | 1   | 54,5 | 274 | 210 |
| Los Angeles Rams   | 6   | 6   | 0   | 50,0 | 259 | 214 |
| Detroit Lions      | 3   | 9   | 0   | 25,0 | 231 | 305 |

Napomena: * - pobjednici konferencije, % - postotak pobjeda, P± - postignuti/primljeni poeni

## Doigravanje

### Doigravanje za pobjednika istočne divizije
- 21. prosinca 1947. Pittsburgh Steelers - Philadelphia Eagles 0:21

### Prvenstvena utakmica NFL-a
- 28. prosinca 1947. Chicago Cardinals - Philadelphia Eagles 28:21

## Statistika

### Statistika po igračima

#### U napadu
- Najviše jarda dodavanja: Sammy Baugh, Washington Redskins - 2938
- Najviše jarda probijanja: Steve Van Buren, Philadelphia Eagles - 1008
- Najviše uhvaćenih jarda dodavanja: Mal Kutner, Chicago Cardinals - 944

#### U obrani
- Najviše presječenih lopti: Frank Reagan, New York Giants i Frank Seno Boston Yanks - 10

### Statistika po momčadima

#### U napadu
- Najviše postignutih poena: Chicago Bears - 363 (30,3 po utakmici)
- Najviše ukupno osvojenih jarda: Chicago Bears - 421,0 po utakmici
- Najviše jarda osvojenih dodavanjem: Washington Redskins - 278,0 po utakmici
- Najviše jarda osvojenih probijanjem: Los Angeles Rams - 180,9 po utakmici

#### U obrani
- Najmanje primljenih poena: Green Bay Packers - 210 (17,5 po utakmici)
- Najmanje ukupno izgubljenih jarda: Green Bay Packers - 283,0 po utakmici
- Najmanje jarda izgubljenih dodavanjem: Green Bay Packers - 149,2 po utakmici
- Najmanje jarda izgubljenih probijanjem: Philadelphia Eagles - 110,8 po utakmici

## Vanjske poveznice
- Pro-Football-Reference.com, statistika sezone 1947. u NFL-u
- NFL.com, sezona 1947.